# Pedro Sanjurjo Pérez
Pedro Sanjurjo Pérez (Orense; 14 de febrero de 1812 – La Coruña, 1879) fue un jurista y político español.

## Biografía
Hijo del médico del Monasterio de Oseira, estudió leyes e ingresó en la carrera judicial siendo destinado como Juez a Lugo en 1836. Tres años más tarde inicia su carrera política en la zona del Barco de Valdeorras. Es allí donde conoce y se casa con Clotilde Flórez de Losada Quiroga, hija del senador del Reino Ildefonso Flórez de Losada y de Dolores Quiroga Puga y prima hermana del político Benigno Quiroga y López Ballesteros.
Adscrito al Partido Moderado sufrió ascensos y ceses según sus correligionarios tomaban o perdían el poder. En 1839 es elegido Diputado por Orense.  
En 1841 inicia el ejercicio de la abogacía en La Coruña. Es en la segunda guerra carlista decidido partidario isabelino e interviene como Juez a petición del Capitán General Gerónimo Valdés en múltiples causas abiertas contra importantes carlistas gallegos, entre ellos, Andrés Ramos.
En 1844 es destinado a Ultramar como Magistrado Oidor de la Audiencia de Manila, después como Magistrado Oidor de la de La Habana y más tarde, de nuevo, es destinado a Filipinas como Magistrado Decano de la Real Audiencia de Manila.
A su regreso a España adquirirá los "Baños vellos" de Carballo, vieja estación balnearia y reiniciará su explotación.
En 1855 fallece el VIII  conde de la Torre Penela,  tío segundo de su mujer quien, en ausencia de herederos más próximos reclamantes, sucederá a aquel en dicha dignidad nobiliaria.
Representará a Orense en el Congreso de los Diputados en 9 legislaturas hasta el año 1865, manteniendo siempre posturas muy conservadoras y siendo duro opositor a la reforma educativa promovida en 1857 por  Claudio Moyano.
Fue brevemente designado Alcalde de La Coruña en 1875.

## Descendencia
De su matrimonio con Clotilde Flórez de Losada Quiroga, tendrá dos hijas y un hijo:
- María de la Asunción, casada con Eduardo de Torres  Taboada. Con sucesión.
- Clotilde, casada con el político Antonio del Moral López. Con sucesión.
- Pedro, casado con Pilar Argudín. Sin sucesión